# Энергетическая улица (Апатиты)
Энергетическая улица — улица в городе Апатиты. Названа в честь Апатитской ТЭЦ, к которой ведёт улица.

## История
До 1966 года улица находилась в посёлке городского типа Молодёжный, являясь шоссейной улицей посёлка. Связывала между собой район «Новый город» и пгт Молодёжный. После образования города Апатиты в 1966 году улица стала связывать между собой центр города — площадь Ленина и Апатитскую ТЭЦ.
В 2015 году было администрацией города принято решение о начале ремонта моста, соединяющего Энергетическую улицу с улицей Ферсмана, так как он начал приходить в негодность. Поначалу было установлено одностороннее движение, потом решено перекрыть до 2017 года. В итоге мост был открыт 8 декабря 2016 года. Вместе с мостом была реконструирована и сама улица: были переоборудованы автобусные остановки, поменяно освещение, реконструирована сама дорога и вдоль пешеходной части установлены оградки.

## Достопримечательности
- Около Апатитской ТЭЦ в мае 2016 года, был открыт памятник фронтовикам, трудившимся на Апатитской ТЭЦ после окончания Великой Отечественной войны.

## Расположение улицы
Расположена улица в северной части города, проходя с севера на юг.
Начинается улица от перекрёстка улиц Козлова, Московской и ул. Ферсмана (выходит из неё). Заканчивается на перекрёстке Промышленной улицы, дороги к Апатитской ТЭЦ и дороги к Кировску «Апатиты-Кировск».

## Пересекает улицы
- пер. Водопроводный
- ул. Козлова
- ул. Лесная
- ул. Механизаторов
- ул. Молодёжная
- ул. Московская
- ул. Октябрьская
- ул. Промышленная
- ул. Советская
- ул. Сосновая
- ул. Ферсмана (переходит чере мост)
- ул. Чехова

## Здания
- № 5а — Ассоциация Специализированных Строительных Организаций.
- № 19 — Кольский Региональный Центр Интернет Образования.
- № 29 — Баня.
- № 33 — Общежитие апатитского филиала МАГУ.
- № 35 — Апатитский Политехнический Колледж.

## Транспорт
Через Энергетическую улицу проходят все маршруты пригородного транспорта и некоторые городские маршруты.
По улице ходят автобусные маршруты № 7к, 9, 9э, 11, 12, 102, 128, 130, 131, 135, 136 и маршрутки № 102.